# Zephlebia pirongia
Zephlebia pirongia är en dagsländeart som beskrevs av Towns och Peters 1996. Zephlebia pirongia ingår i släktet Zephlebia och familjen starrdagsländor. Inga underarter finns listade i Catalogue of Life.